# Le Pin (Sena e Marne)
Le Pin é uma comuna francesa localizada na região administrativa da Île-de-France, no departamento Sena e Marne. A comuna possui 952 habitantes segundo o censo de 1990.